# 涇陽王
涇陽王（けいようおう、ベトナム語：Kinh Dương Vương / 涇陽王）は、ベトナムの伝説的な帝王（在位：前2879年? - 前2793年?）。諱は禄続（ベトナム語：Lộc Tục / 禄續）。

## 伝承
神農氏神農の三世の孫の帝明が南巡して五嶺に至り、婺仙の女と接して連れ帰り、禄続を生んだ。帝明は聡明だった禄続に天子の位を嗣がせたいと考えた。しかし禄続は兄の帝宜に譲って位を受けようとしなかった。そこで帝明は帝宜に嗣がせて北方を治めさせ、禄続を王に封じて南方を治めさせ赤鬼国と号した。涇陽王は洞庭君の娘の神龍女を妻として、貉龍君を生んだ。